# Pseudotropheus socolofi
Pseudotropheus socolofi é uma espécie de peixe da família Cichlidae. 
Pode ser encontrada nos seguintes países: Malawi e Moçambique.
Os seus habitats naturais são: lagos de água doce. 